# Pink Moon
Pink Moon – trzeci album Nicka Drake'a, ostatni wydany za jego życia. Został nagrany podczas dwóch dwugodzinnych sesji odbywających się w okolicach północy. Zawiera tylko głos i gitarę nagraną w tym samym czasie na żywo, z później dogranym przez Drake'a pianinem w utworze tytułowym. Nick nikomu nie mówił, że zamierza nagrać album. Po prostu któregoś dnia zadzwonił do Wooda i powiedział, że chce nagrywać. Album był na początku niewypałem z powodu niechęci Nicka do koncertów i wywiadów, ale z czasem stał się jedną z najbardziej rozpoznawalnych i wpływowych płyt folkowych na świecie.
W 2003 album został sklasyfikowany na 320. miejscu listy 500 albumów wszech czasów magazynu Rolling Stone.

## Lista utworów
Wszystkie utwory napisane i zagrane przez Nicka Drake'a.
| 1.  | "Pink Moon"             | 2:06  |
|     |                         |       |
| 2.  | "Place to Be"           | 2:43  |
|     |                         |       |
| 3.  | "Road"                  | 2:02  |
|     |                         |       |
| 4.  | "Which Will"            | 2:58  |
|     |                         |       |
| 5.  | "Horn"                  | 1:23  |
|     |                         |       |
| 6.  | "Things Behind the Sun" | 3:57  |
|     |                         |       |
| 7.  | "Know"                  | 2:26  |
|     |                         |       |
| 8.  | "Parasite"              | 3:36  |
|     |                         |       |
| 9.  | "Free Ride"             | 3:06  |
|     |                         |       |
| 10. | "Harvest Breed"         | 1:37  |
|     |                         |       |
| 11. | "From the Morning"      | 2:30  |
|     |                         |       |
|     |                         | 28:24 |
|     |                         |       |